# 운문면
운문면(雲門面)은 대한민국 경상북도 청도군의 면이다. 2016년 12월 31일 기준, 면적은 147.24km2이고, 인구는 2,250명이다.

## 행정 구역
- 서지리(西芝里)
- 대천리(大川里)
- 순지리(蓴池里)
- 방음리(芳音里)
- 오진리(梧津里)
- 신원리(新院里)
- 공암리(孔巖里)
- 지촌리(芝村里)
- 봉하리(鳳下里)
- 정상리(亭上里)
- 마일리(馬日里)
- 방지리(芳旨里)

## 교육
- 금천초등학교 문명분교 (폐교) - 운문면 운문로 1558 (신원리)
- 방지초등학교 봉하분교 (폐교) - 운문면 구룡로 1363 (봉하리)